# 複小波轉換
複小波轉換或複小波變換（Complex Wavelet Transform）是一個離散小波轉換(DWT)的複數形式延伸。
它是一個二维小波變换，它提供多分辨率，稀疏表示，以及图像结构的有益特性。另外，他還提供其幅度的高度移位不变性。
在圖像處理中使用複小波最初始於1995年，由 J.M. Lina 和 L. Gagnon用多貝西正交濾波器銀行的框架。然後劍橋大學剑桥大学教授Prof. Nick Kingsbury 歸納於1997年。
在計算機視覺的區域中，通過利用可見的內文的概念，可以快速地集中於候選區域，其中可以發覺到有興趣的項目，然後通過複小波轉換計算那些被選定的特定區域。這些附加且非必要的特徵，在精確的檢測和識別更小的物體非常有用。同樣地，複小波轉換可以應用於類似檢測皮質的活化素，另外的時間獨立成分分析（TICA）可用於提取底層獨立來源，其數量由貝葉斯信息準則確定。
然而，複小波轉換的一個缺點是這種變換是，相較於可分離的離散小波轉換(separable DWT)，它顯示出{\displaystyle 2^{D}}（其中d是被轉換信號的維度）的冗余(redundancy)。
複小波轉換的主要概念是，基於在離散小波轉換的複數函式空間上投影的複數投影，而做的複數小波轉換。
而他的優點主要是：
1. 可以解決一些離散小波轉換的缺陷
2. 可控制的多餘項-可以控制的多餘項可以用來平衡轉向的敏感度以及轉換的冗餘。
3. 可修改性（使用彈性）-可以創建複雜的双密度離散小波轉換：一個移位不敏感的，定向的，在M維空間裡面有低冗余（3M-1）/（2M-1）的複數小波轉換。

## 二分複小波變換
二分複小波變換(DTCWT)用兩個分開的離散小波轉換(DWT)的分解來計算複數轉換(tree a and tree b)。
如果使用的其中一個濾波器被特別設計與其他的不同，則有可能一邊的離散小波轉換會得到一個實數的係數，而另外一邊則會得到一個虛的係數。

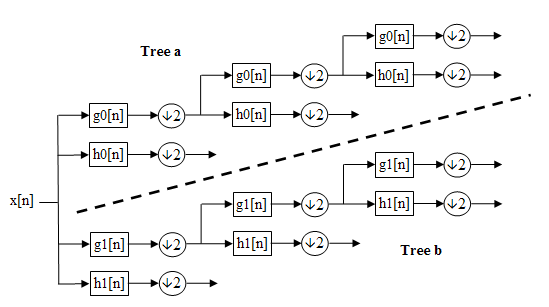
3-level DTCWT流程圖

兩個這種冗餘為分析提供了額外的資訊，但使用了額外的計算能力為代價。它也提供了近似移動不變性（不像離散小波轉換），但仍允許信號的完美重建。
而濾波器的設計對這個轉換的運算正確性而言特別重要，以及其必須的特性要有：
- 在二分樹的低頻濾波器一定要有半個採樣週期的差異。
- 重建的濾波器是分析的逆向轉換。
- 所有的濾波器都來自於一樣的正交組。
- 分支 a 的濾波器是分支 b 的濾波器的反向。
- 兩個樹有相同的頻率響應

## 延伸
- 小波分析
- 離散小波變換（DWT）
- 連續小波轉換（CWT）
- 短時距傅立葉變換
- 窗函數

## 外部連結
- An MPhil thesis: Complex wavelet transforms and their applications
- CWT for EMG analysis（页面存档备份，存于）
- A paper on DTCWT
- Another full paper
- 3-D DT MRI data visualization（页面存档备份，存于）
- Multidimensional, mapping-based complex wavelet transforms （页面存档备份，存于）
- Image Analysis Using a Dual-Tree {\displaystyle M}-band Wavelet Transform (2006), preprint, Caroline Chaux, Laurent Duval, Jean-Christophe Pesquet
- Noise covariance properties in dual-tree wavelet decompositions (2007), preprint, Caroline Chaux, Laurent Duval, Jean-Christophe Pesquet
- A nonlinear Stein based estimator for multichannel image denoising (2007), preprint, Caroline Chaux, Laurent Duval, Amel Benazza-Benyahia, Jean-Christophe Pesquet
- Caroline Chaux website ({\displaystyle M}-band dual-tree wavelets)
- Laurent Duval website ({\displaystyle M}-band dual-tree wavelets)（页面存档备份，存于）
- James E. Fowler (dual-tree wavelets for video and hyperspectral image compression)（页面存档备份，存于）
- Nick Kingsbury website (dual-tree wavelets)[永久]
- Jean-Christophe Pesquet website ({\displaystyle M}-band dual-tree wavelets)（页面存档备份，存于）
- Ivan Selesnick (dual-tree wavelets)